# محمد بن الفضل عارم
محمد بن الفضل عارم السدوسي، أبو النعمان البصري المعروف بعارم شيخ البخاري.

## روايته للحديث النبوي
روى عن: جرير بن حازم، مهدي بن ميمون، وهيب بن خالد، الحمادين، أبي هلال الراسبي، عبد الوارث بن سعيد، أبي زيد الأحول، معتمر بن سليمان، عبد الواحد بن زياد، داود بن أبي الفرات، سعيد بن زيد، أبي عوانة، الدرواردي وغيرهم.
روى عنه: البخاري ثم روى هو والباقون عنه بواسطة عبد الله بن محمد المسندي، أبي داود السنجي، أحمد بن سعيد الدارمي، حجاج بن الشاعر، هارون بن عبد الله الحمال، عبد بن حميد، أحمد بن محمد بن المعلي الآدمي، محمد بن عبد الملك الدقيقي، محمد بن داود بن صبيح، الحسن بن علي الخلال، أبو مسلم الكجي وابن وارة وآخرون.

## قالوا عنه
قال ابن وارة: حدثنا عارم الصدوق الأمين.
قال ابن أبي حاتم عن أبيه: إذا حدثك عارم فاختم عليه، وعارم لا يتأخر عن عفان، وكان سليمان بن حرب يقدّم عارم على نفسه، وغذا خالفه عارم رجع إليه، وهو أثبت أصحاب حماد بن زيد بعد ابن مهدي.
قال وسمعت أبي يقول: اختلط عارم في آخر عمره وزال عقله، فمن سمع منه قبل الاختلاط فسماعه صحيح، وكتبت عنه قبل الاختلاط سنة أربع عشرة، ولم أسمع منه بعدما اختلط، فمن سمع منه قبل سنة عشرين فسماعه جيد، وأبو زرعة لقيه سنة اثنتين وعشرين.
قال النسائي: كان أحد الثقات، قبل أن يختلط.
قيل مات سنة ثلاث وعشرين ومائتين.